# Kang Kek Ieu
Kang Kek Ieu (přepisováno rovněž jako Kaing Kek Iev; khmersky កាំង ហ្កិច អ៊ាវ; 17. listopadu 1942 – 2. září 2020), přezdívaný Duch (čti Duč), byl ředitelem věznice Tuol Sleng v Phnompenhu v době, kdy Kambodže vládli Rudí Khmerové.

## Biografie
V letech 1971–1973 působil tento bývalý učitel matematiky v převýchovném táboře Rudých Khmerů v džungli. Po jejich nástupu k moci v roce 1975 pak byl vybrán na post ředitele věznice Tuol Sleng, rovněž známé jako S-21, která byla umístěna v budově střední školy v centru hlavního města. V Tuol Slengu bylo mezi lety 1975 a 1979 umučeno k smrti více než 15 tisíc osob (některé odhady hovoří až o 17 tisících), podezřelých z nepřátelských postojů vůči režimu. Byly mezi nimi i ženy a děti, a také několik cizinců. Toto vězení znamenalo prakticky jistou smrt a přežilo jej jen několik jednotlivců.
Kang Kek Ieu, v Kambodži obecně známý jako soudruh Duch, byl vypátrán a zatčen v roce 1999. Roku 2007 byl Mimořádným kambodžským tribunálem pod dozorem OSN, sídlícím v Phnompenhu a sestávajícím z 27 soudců (17 Kambodžanů a 10 ze zahraničí), obviněn ze zločinů proti lidskosti a úmyslných vražd. Rozsudek, vynesený 26. července 2010, jej odsoudil ke 35 letům vězení. Vzhledem k předchozím 11 letům stráveným ve vazbě a odpuštění dalších pěti roků to znamená uvěznění na dalších 19 let. Duch je vůbec prvním z výše postavených Rudých Khmerů, jenž byl odsouzen – je zároveň jediným z nich, který svou vinu přiznal a vyjádřil lítost.

## Film
- S21, la machine de mort Khmère rouge – dokumentární film francouzsko-kambodžského režiséra Rithy Panha, 2002[1]